# خشتو (گلباف)
ده حسنعلی ، روستایی است از توابع بخش کشیت شهرستان گلباف  در استان کرمان ایران.